# 살상지대

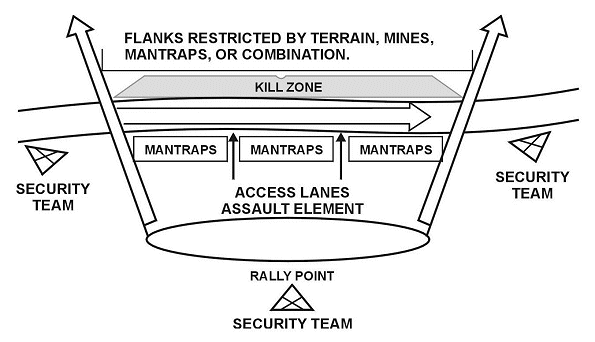

살상지대(殺傷地帶, killing zone)란 군사 전술에서, 매복·지뢰매설·장애물 등을 통해 방어측의 화력으로 완전히 뒤덮여 있는 구역을 말한다. 이 구역에 들어서는 적군은 그대로 갇혀서 전멸하게 된다. 방어측의 목적은 살상지대 안에 들어온 적성세력의 모든 전투원을 살해 또는 포로로 잡는 것이다. 살상지대에 갇힌 공격측 역시 가만히 죽어줄 리 없고 탈출을 위한 역습을 시도한다.

## 같이 보기
- 무인지대
- 고립부